# Anneau de tucum

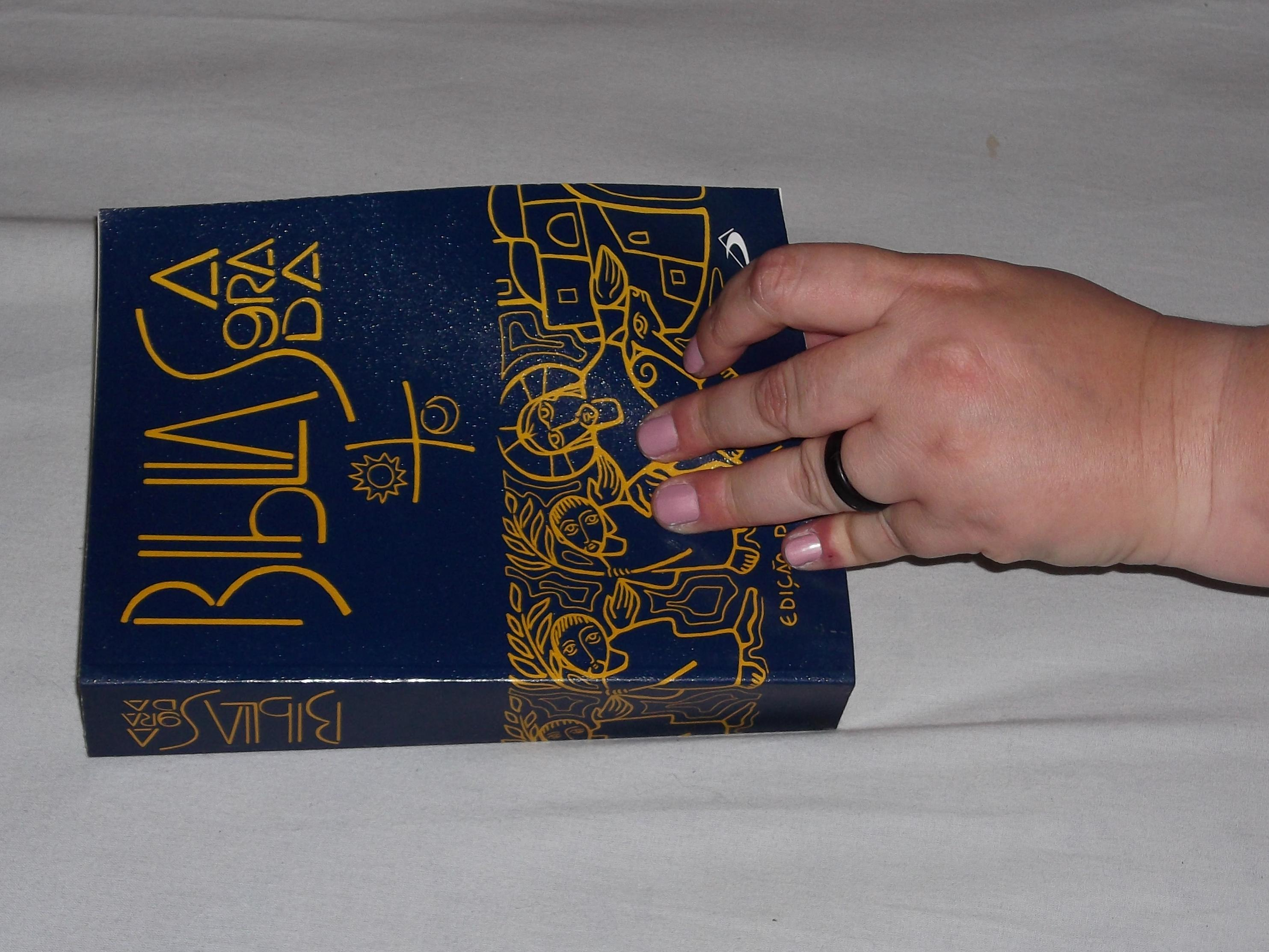
Anneau de tucum et édition portugaise de la Bible.

L'anneau de tucum est un anneau noir fait en bois de tucum, un palmier d'Amazonie. Au Brésil, il est utilisé par beaucoup de fidèles, en particulier catholiques, comme signe de l'engagement de l'Église pour les pauvres.
Il est fabriqué, généralement à la main, par les comadres, les vieilles femmes des villages, et le travail de confection leur prend deux à trois heures par anneau.

## Histoire
L'anneau de tucum a commencé à être utilisé au Brésil durant l'Empire. Les esclaves, les pauvres et les indiens cherchaient à utiliser quelque chose de similaire aux anneaux d'or des riches pour leurs mariages, mais aussi comme un symbole clandestin, pour que les nobles n'en comprennent pas la signification.
Depuis le Concile Vatican II et la troisième conférence générale des évêques latino-américains, l'attention de l'Église, en particulier en Amérique du Sud, s'est portée sur les pauvres, et l'anneau de tucum est devenu un signe de l'alliance de nombreuses Églises chrétiennes du monde avec « les pauvres, la paix, le respect de la terre nourricière et la cause des populations indigènes… ».

## Curiosités
- L'anneau de tucum est parfois vu comme un symbole de la théologie de la libération et d'un christianisme progressiste.
- O Anel de tucum est le titre d'un documentaire de 1994 réalisé par Conrado Berning[2].

## Autres images

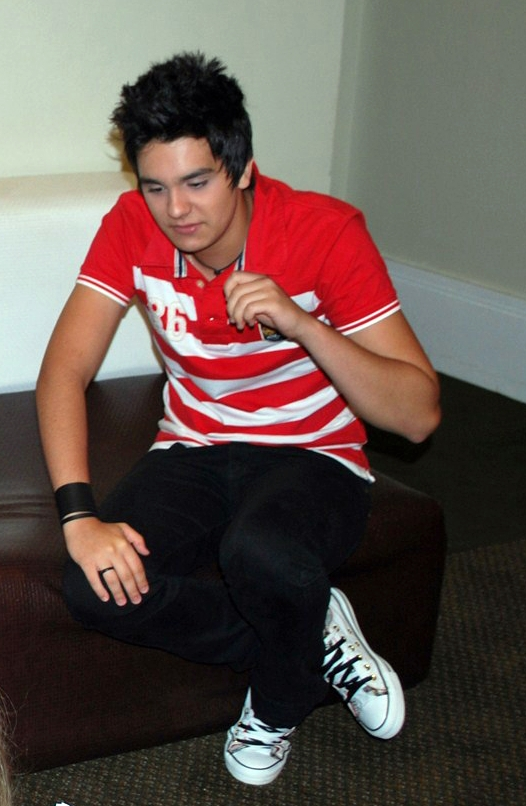
Le chanteur Luan Santana avec l'anneau de tucum à la main droite.
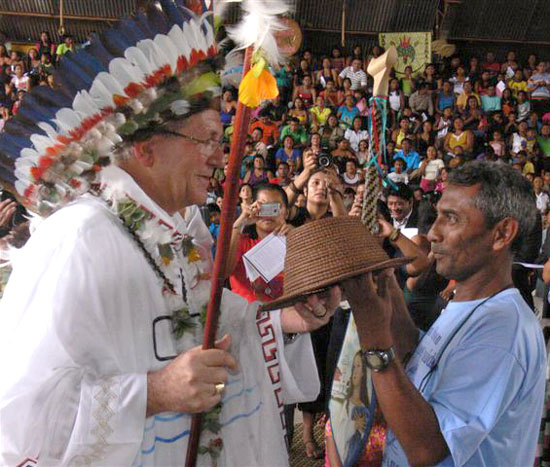
Mgr Edson Taschetto Damian avec l'anneau de tucum à la main gauche.
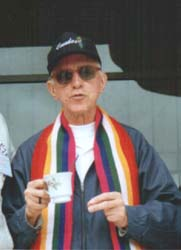
Mgr Pedro Casaldáliga avec l'anneau de tucum à la main droite.
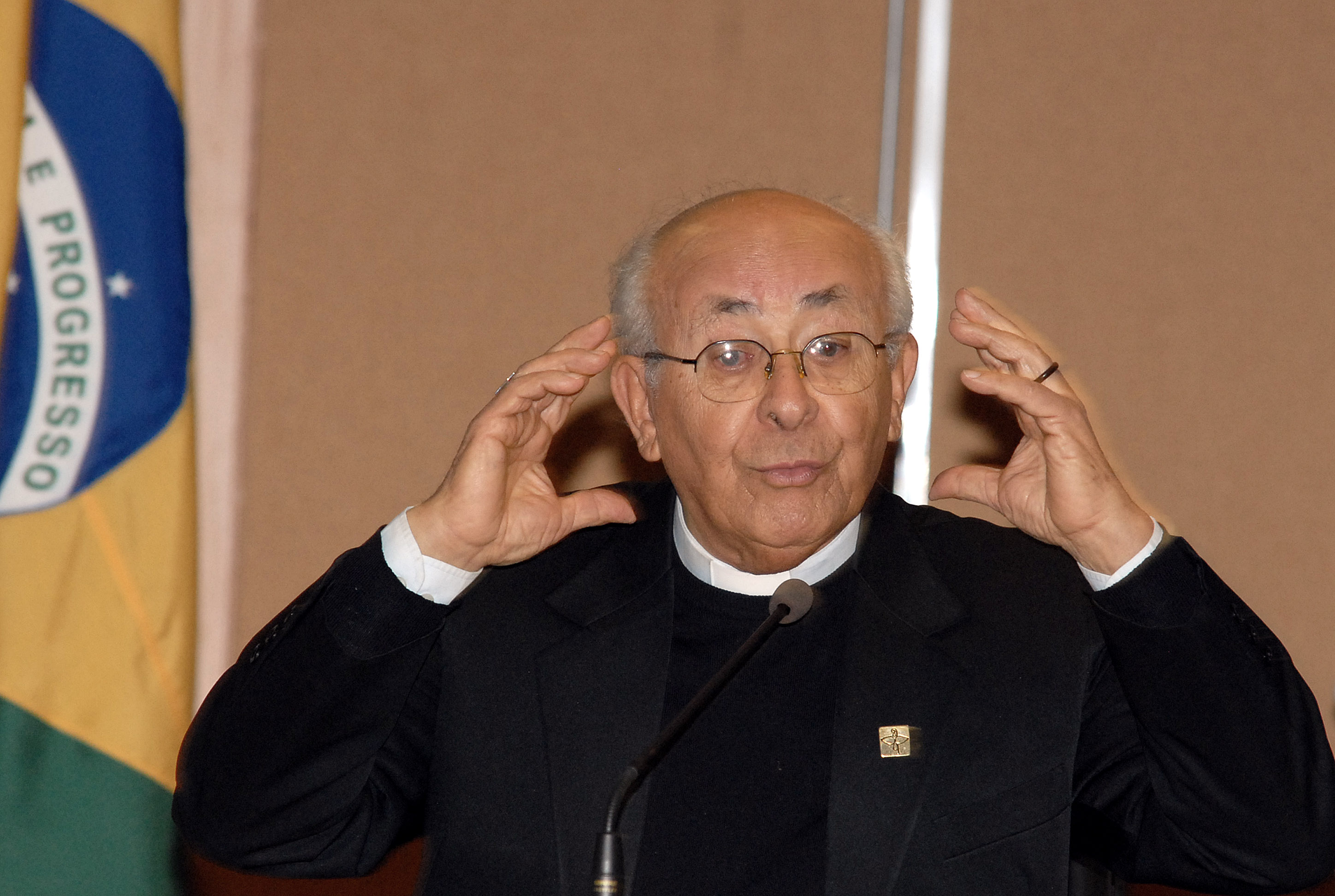
L'évêque Tomás Balduino avec l'anneau de tucum à la main gauche.